# Kastellet (Stoccolma)
Kastellet è una piccola cittadella situata sull'isolotto Kastellholmen, all'interno del distretto di Skeppsholmen nel centro di Stoccolma, capitale della Svezia.

## Storia
La prima fortificazione sul luogo fu costruita nel 1667 su progetto del governatore generale e feldmaresciallo Erik Dahlberg (1625–1703). Nel 1676 Dahlberg fu nominato direttore generale delle fortificazioni per il Regno di Svezia. Dopo che nel 1680 la flotta venne trasferita a Karlskrona, il castello cadde in rovina.
Kastellet esplose nel giugno 1845 e fu successivamente ricostruito nel 1846-1848 su progetto dell'ufficiale militare e architetto Fredrik Blom (1781-1853). Il progetto consisteva in una torre rotonda con mura in mattoni rossi e una torre alta 20 metri.
Il castello riacquistò la sua funzione difensiva durante la seconda guerra mondiale, quando divenne parte della difesa aerea permanente di Stoccolma. La torre e il piano delle batterie furono quindi dotati di cannoni antiaerei a fuoco rapido. La scuola di addestramento di artiglieria costiera svedese lasciò Kastellet nel 1990. Sulla cima di Kastellet, l'insegna militare della Svezia viene issata e abbassata ogni giorno, a indicare che la nazione è in pace. Il 17 maggio 1996, giorno della Costituzione norvegese, alcuni espatriati norvegesi hanno temporaneamente alzato la bandiera norvegese sulla torre.